# Raffination
Raffination, Raffinieren oder Raffinierung bezeichnet im allgemeinen Sinne ein technisches Verfahren zur Reinigung, Veredlung, Trennung oder Aufkonzentration von Rohstoffen, Nahrungsmitteln und technischen Produkten Bei Weinen nennt man diesen Vorgang nur Veredlung. Das Ergebnis einer Raffination ist das Raffinat und gegebenenfalls Abfallsubstanzen. In einer Raffinerie finden sich Anlagen zur Raffination von Zucker, Erdöl, Metallen oder anderen Stoffen.

## Arten der Raffination geordnet nach Stoffgruppen

### Erdöl
Kohlenwasserstoffe enthalten nach der fraktionierten (Vakuum-)Destillation von Erdöl noch unerwünschte schwefel-, sauerstoff- und stickstoffhaltige Substanzen sowie andere unerwünschte Stoffe, beispielsweise Alkene. Diese Verunreinigungen können bei Schmierstoffen schon nach kurzem Gebrauch zu Alterungserscheinungen wie Dunkelfärbung, Zunahme der Viskosität, Entstehung von Säuren beziehungsweise Ölschlamm führen. Sie werden bei der Raffination in einer Erdölraffinerie durch Hydrierung entfernt, wodurch eine Qualitätsverbesserung erreicht wird. Es werden auch alternative Reinigungsverfahren (Furfurolextraktion, Oleumraffination) angewandt. Weiterhin wird die Reinigung von Grundölen in der Schmierstoffproduktion, bei der die Grundöle mit Hilfe von verschiedenen Tonerden gefiltert werden, als Raffination bezeichnet.
Bei der Hydrierung entstehen aus den schwefel- und stickstoffhaltigen Verunreinigungen Gase wie Schwefelwasserstoff und Ammoniak, die abgetrennt werden.

### Pflanzenöle oder -fette
Die Raffination von Pflanzenöl ist ein Bearbeitungsschritt bei der Herstellung dieser Produkte, sie erfolgt nach der Heißpressung und/oder Lösemittelextraktion. Bei der Raffination werden unerwünschte Begleitstoffe aus dem vorher produzierten Rohöl (Truböl) entfernt (z. B. Pigmente, Geruchs-, Geschmacks- und Bitterstoffe), die Einfluss auf die Qualität der Produkte haben können. Hierbei geht es im Wesentlichen um Geschmack, Haltbarkeit, technische Weiterverarbeitung, Geruch und Farbe. Die Raffination ist mit einem Verlust an nutzbarem Pflanzenöl von etwa 4 bis 8 % verbunden.
Zwei Verfahren der Raffination kommen alternativ zur Anwendung. Erstens ist dies die Chemische Raffination mit den Bearbeitungsschritten:
- evtl. Entlecithinierung (Wasser, erhitzen, evtl. verdünnte Phosphorsäure)
- Entschleimung (englisch Degumming) (Salzlösungen, Säuren; Phosphorsäure)
- Neutralisation (Entsäuerung) (Natronlauge)
- Bleichung (Entfärbung) (Aktivkohle, Bleicherde)
- eine zusätzliche Winterisierung zur Entfernung von Wachsen und hochsiedenden Triglyceriden ist bei manchen Pflanzenölen nötig.
- Desodorierung (Dämpfung) (Wasserdampf)

Zweitens die Physikalische Raffination mit den Bearbeitungsschritten:
- Entschleimung→Entfärbung→Bleichung (Citronensäure, Phosphorsäure und Bleicherde), evtl. Winterisierung
- Dämpfung→Desodorierung→destillative Entsäuerung (Druck, Hitze)

Diese Methode hat bisher nur Bedeutung bei Kokos- und Palmöl sowie Palmkernfett.
Bei der chemischen Raffination entfernt zunächst die Entschleimung Phospholipide, Glycolipide, freie Zucker und Metallionen aus dem Öl. Bei der Neutralisation werden freie Fettsäuren, die mit 0,3 bis 0,6 % im Öl enthalten sind, abgetrennt, die Bleichung entfernt den größten Teil der Farbstoffe sowie Reste von Schleimstoffen, Seifen, Spurenmetallen und Oxidationsprodukten. Bei der Dämpfung erfolgt eine Wasserdampfdestillation, um geruchs- und geschmacksintensive Begleitstoffe zu entfernen.
Die physikalische Raffination trennt die Fettsäuren durch Destillation ab und verbindet daher diesen Behandlungsschritt mit der Dämpfung. Zuvor muss das Öl komplett entschleimt werden. Die Entfärbung erfolgt entweder im Anschluss oder gekoppelt an die Entschleimung. Bisher war vor allem die chemische Raffination verbreitet, bei steigenden Umweltauflagen nimmt die physikalische Raffination jedoch an Bedeutung zu, da hierfür weniger Chemikalien benötigt werden, geringere Raffinationsverluste und Abwassermengen anfallen und die abgetrennten Fettsäuren bei diesem Verfahren gemeinsam mit dem Destillat aus der Desodorierung für die Tierernährung genutzt werden können. Nach der Raffination stehen „vollraffinierte Pflanzenöle“ zur Verfügung. Wegen der hohen Temperaturen bei der Desodorierung ist der Gehalt bestimmter erwünschter Begleitstoffe sowie der ernährungsphysiologisch positiven Tocopherole im Öl verringert.
Im Gegensatz zum Verfahren der Heißpressung, bei der die Raffination der Rohöle (Truböle) durchgeführt wird, entfällt dieser Schritt bei der Kaltpressung, die vor allem in dezentralen Ölmühlen genutzt wird. Bei diesem Verfahren wird das Rohöl (Truböl) lediglich filtriert.
Das Koppelprodukt bei der Herstellung von Pflanzenöl nach dem Heißpressverfahren wird Extraktionsschrot genannt, das Koppelprodukt bei der Kaltpressung dagegen als Presskuchen bezeichnet.
In sämtlichen raffinierten, also gereinigten, Pflanzenölen sind 3-MCPD-Fettsäureester zu finden, wobei die Gehalte sich zum Teil stark unterscheiden. 3-MCPD wurde 2011 von der International Agency for Research on Cancer (IARC) als „mögliches Humankarzinogen“ eingestuft.

### Zucker
Bei der Raffination des Zuckers wird der Rohzucker durch Waschen mit Sirup und Zentrifugieren vorgereinigt (Affination) und die Affinade durch Lösen in Wasser, Entfärben mit Aktivkohle oder Kieselgur und Konzentration im Vakuum weiterverarbeitet. Der Weißzucker (Raffinade) wird zur Kristallisation gebracht und durch Zentrifugation gewonnen. Höhere Reinheitsgrade können durch die (wiederholte) Abfolge der Verfahrensschritte Auflösen, Entfärben, Filtrieren, Auskristallisieren und Zentrifugieren erzielt werden. Bei dem so gewonnenen Kristallzucker, der Zucker-Raffinade, handelt es sich um chemisch fast reine Saccharose (99,8 Gewichtsprozent). Raffinierter Zucker oder Raffinade ist die gesetzlich geschützte Bezeichnung einer Zuckerart.

### Metalle

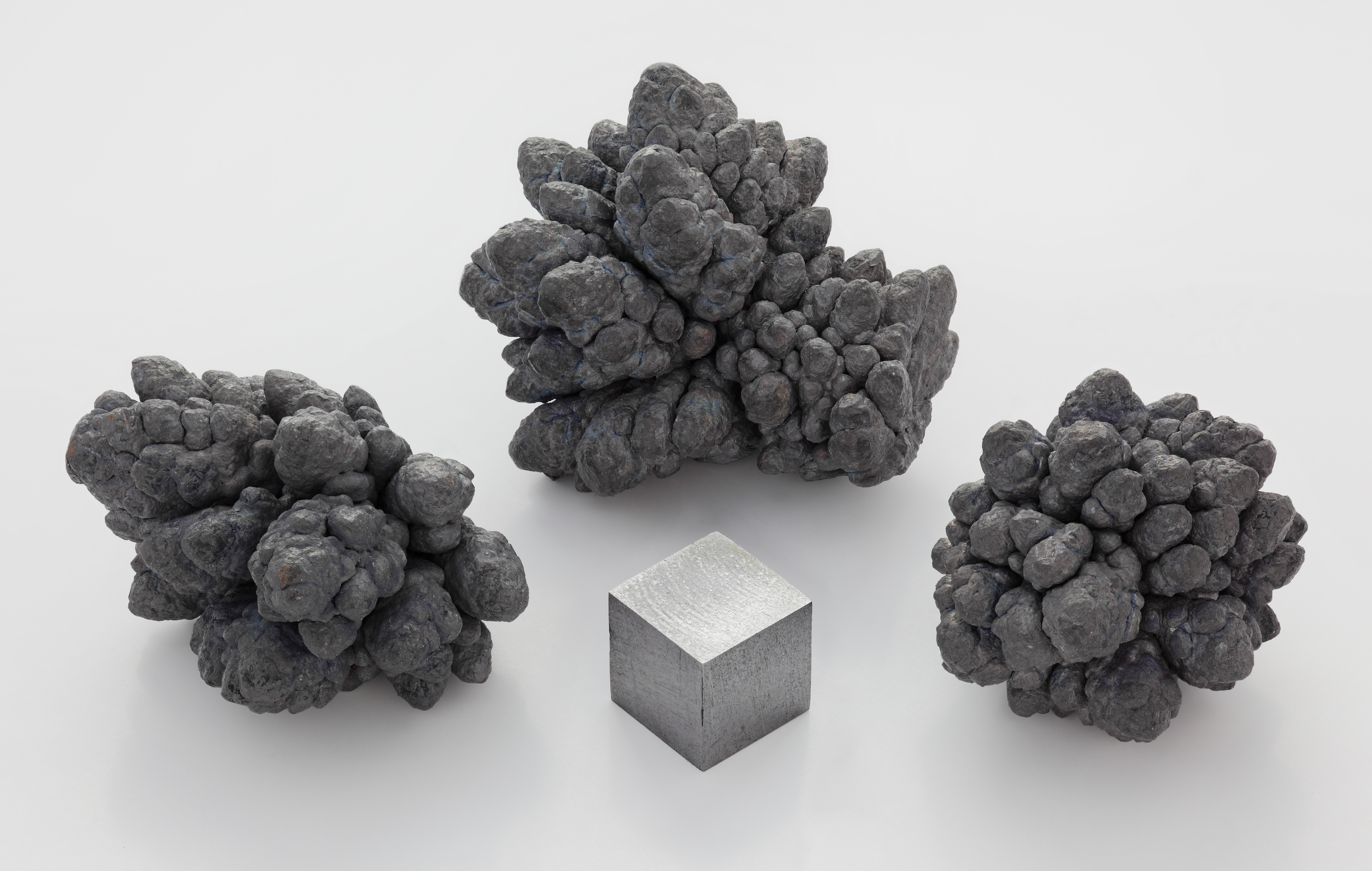
Blei, wie es nach einer elektrolytischen Raffination anfällt.

Die metallurgische Praxis unterscheidet grundsätzlich zwischen Feuerraffination und elektrolytischer Raffination. Bei der Feuerraffination werden unerwünschte Elemente gemäß dem Grad ihrer Sauerstoffaffinität entweder durch Konverterverfahren oder oxidierendes Schmelzen entfernt. Dies bedingt dann oxidierende Ofenführung, ergänzt durch oxidierende Schmelzezuschläge (Schmelzebehandlungsmittel).
Für höhere Reinheitsgrade bedient man sich der elektrolytischen Raffination. Das jeweilige Rohmetall, z. B. Konverterkupfer, wird zur Anode und geht in Lösung, wobei der Elektrolyt aus einer Salzlösung des betreffenden Metalls besteht, und scheidet sich als Reinmetall an der Kathode ab. Bei der Elektrolyse gehen auch unedlere Begleitelemente in Lösung, ohne sich jedoch kathodisch abzuscheiden, edlere Begleiter fallen als Anodenschlamm aus (siehe Elektrochemische Spannungsreihe). Aus dem Anodenschlamm werden besonders bei der Kupferraffination beträchtliche Mengen an Silber und Gold gewonnen.
Die elektrolytische Raffination wird besonders bei Kupfer und Nickel, aber auch für Silber, Blei und Zink eingesetzt, siehe Elektrolytische Raffination von Kupfer und Elektrolytische Bleiraffination.
Metalle wie Natrium oder auch Aluminium, deren Schmelzpunkt nicht sehr hoch liegt, können auch durch Schmelzenraffination, d. h. in flüssigem Zustand, gereinigt werden, z. B. durch Filtration mittels Keramikfilter oder Spülgasbehandlung bzw. Flotation.
Eine jüngere Raffinationsmethode ist das Zonenschmelzverfahren, das zur Gewinnung von reinstem Silizium oder Silizium-Einkristallen angewendet wird.

### Speisesalz
Die Raffination von Meersalz bezeichnet das Waschen des durch die industrielle Ernte meist verunreinigten „Rohsalzes“ in gesättigter Sole, die erneute Kristallisation, Zentrifugierung, Trocknung und das Versetzen nach dem Vermahlen mit Aufhellern, Rieselhilfsmitteln und die künstliche Iodierung. Nach dieser Behandlung ist das Meersalz weder optisch noch geschmacklich von – ebenfalls raffiniertem – Steinsalz zu unterscheiden. Durch Liquid Mining gewonnene Sole wird mit ähnlichen Reinigungsverfahren zu Siedesalz aufgearbeitet. Kritiker des Raffinationsverfahrens kritisieren, dass durch die Raffination Mineralien verloren gehen, die für den Körper wichtig sind.

## Übertragene Bedeutung
Übertragen bedeutet raffiniert so viel wie verschmitzt, schlau bzw. mit Raffinement ersonnen.